# Amaluza (Loja)
Amaluza ist eine Ortschaft und die einzige Parroquia urbana („städtisches Kirchspiel“) im Kanton Espíndola der ecuadorianischen Provinz Loja. Amaluza ist Sitz der Kantonsverwaltung. Die Parroquia besitzt eine Fläche von 122,6 km². Die Einwohnerzahl lag im Jahr 2010 bei 3438. Davon wohnten 1565 Einwohner in der Ortschaft Amaluza.

## Lage
Die Parroquia Amaluza liegt in den Anden im äußersten Süden von Ecuador unweit der peruanischen Grenze. Entlang der östlichen Verwaltungsgrenze verläuft die kontinentale Wasserscheide in Form eines 3000 m hohen Gebirgszugs. Das Verwaltungsgebiet wird hauptsächlich über den Río Amaluza nach Westen zum Río Espíndola entwässert. Nach Norden führt ein schmaler Korridor, der über den Río Pindo entwässert wird. Der 1680 m hoch gelegene Ort Amaluza befindet sich am Río Amaluza knapp 70 km südsüdwestlich der Provinzhauptstadt Loja.
Die Parroquia Amaluza grenzt Osten an die Provinz Zamora Chinchipe mit den Parroquias Valladolid und Palanda (beide im Kanton Palanda), im Westen an die Parroquias Jimbura und Bellavista, im äußersten Nordwesten an die Parroquias 27 de Abril und El Airo sowie im Norden an die Parroquia Santa Teresita.

## Orte und Siedlungen
In der Parroquia Amaluza gibt es folgende Barrios urbanas: 27 de Abril, Celi Román, Consapamba, El Barrio Central, El Faique, El Guabo, El Guayabal, El Valiente, La Cofradía, La Dolorosa, La Playa und Pueblo Nuevo. Außerdem gibt es folgende Barrios rurales: Cruz Pamba, El Faical, El Llano, El Tingo, Florida – Sombras, Huacupamba, La Cofradía, La Laguna Tiopamba, Marcola, Socchibamba, Sucupa und Vaquería.

## Ökologie
Im Osten der Parroquia befindet sich der Nationalpark Yacurí sowie das Schutzgebiet "Reserva Comunal Bosque de Angashcola".

## Geschichte
Am 27. April 1970 wurde der Kanton Espíndola gegründet und Amaluza wurde als Parroquia urbana dessen Verwaltungssitz. Zuvor war Amaluza eine Parroquia rural im Kanton Calvas.